# Fortuna '54 (vrouwenvoetbal)
Fortuna '54 is een vrouwenvoetbalvereniging uit Sittard-Geleen, Limburg, Nederland, opgericht op 12 juni 2012. Na 2 april 2015 ging de club verder als svo Fortuna'54. De thuisbasis was eerst het complex van SVM, nu het “Sportpark Mijn Zuid.
Het eerste elftal nam als Fortuna Sittard voor het seizoen 2012/13 de licentie over van RKTSV dat toen uitkwam in de Topklasse. Zelf zou Fortuna nog vier seizoenen in de Topklasse verblijven, waarna degradatie volgde naar de Hoofdklasse. Hier komt het uit in de zondagafdeling.
Fortuna '54 heeft naast een eerste team in de Hoofdklasse ook een beloftenteam, een jeugdteam onder 15 en vanaf het seizoen 2017/18 ook een seniorenteam voor vrouwen boven 30.